# لیگ جذاب
لیگ جذاب(انگلیسی: Hot Stove League; کره‌ای: 스토브리그아) مجموعه تلویزیونی محصول کره جنوبی در سال ۲۰۱۹ با بازی نام گونگ مین، پارک اون بین، اوه جونگ سه و جو بیونگ کیو است. این مجموعه از ۱۳ دسامبر ۲۰۱۹ تا ۱۴ فوریه ۲۰۲۰ از اس‌بی‌اس پخش شد. این مجموعه، حول محور یک تیم بیسبال می‌چرخد که چهار سال متوالی، بدترین تیم لیگ برتر بوده است.
لیگ جذاب با استقبال منتقدان روبرو شد و جایزهٔ بهترین دراما را در پنجاه و ششمین دورهٔ جوایز هنری بکسانگ دریافت کرد. نام گونگ مین اولین جایزه بزرگ (دسانگ) خود را در بیست و هشتمین دورهٔ جوایز درامای اس‌بی‌اس دریافت کرد.

## خلاصه داستان
دریمز یک تیم بیسبال حرفه‌ای کره‌ای است که در چهار فصل گذشته در لیگ، مقام آخر است. وقتی مدیر کل آنها کنار می‌رود، تیم دریمز بک سونگ سو را که چندین تیم ورزشی برنده مسابقات قهرمانی را مدیریت کرده است، به عنوان جانشین استخدام می‌کند، با وجود اینکه او دارای تجربه صفر در مدیریت تیم بیبسال بود. بک سونگ سو با استفاده از بصیرتش و کمک‌های مدیر عملیاتی لی سه یونگ و هان جه هی تلاش می‌کند تا مجموعهٔ عقاید دریمز را تغییر دهد و تیم را به قهرمانی برساند، با وجود این واقعیت پیش رو که او تیم‌هایی را مدیریت کرده است که پس از کسب عنوان قهرمانی منحل شده‌اند.

## بازیگران

### اصلی
- نام گونگ مین در نقش بک سونگ سو (مدیر کل جدید تیم دریمز)[۵][۶]
- پارک اون بین در نقش لی سه یونگ (مدیر عملیاتی)[۷][۸]
- اوه جونگ سه در نقش کوان کیونگ مین (رئیس عملیاتی دریمز)
- جو بیونگ کیو در نقش هان جه هی (همکار سه یونگ در تیم عملیاتی)

### مکمل

#### دفتر دریمز
- سون جونگ هاک در نقش کو کانگ سون (مدیرعامل تیم دریمز)
- لی جون هیوک در نقش کو سه هیوک (رهبر تیم پیشاهنگی)
- یون بیونگ هی در نقش یانگ وون سوپ (عضو تیم پیشاهنگی)
- کیم دو هیون در نقش یو کیونگ تاک (رهبر تیم آنالیز)
- کیم سو جین در نقش لیم می سون (رئیس تیم بازاریابی)
- پارک جین وو در نقش بیون چی هون (رهبر تیم بازاریابی)
- کیم کی مو در نقش جانگ وو سوک (معاون تیم پیشاهنگی)

#### بازیکنان دریمز
- هونگ کی جون در نقش جانگ جین وو (پرتاب کنندهٔ قدیمی)
- چه جونگ هیوپ در نقش یو مین هو (پرتاب کنندهٔ جدید)
- جو هان سون در نقش لیم دونگ گیو (توپ زن چهارم)
- چا یوپ در نقش سو یونگ جو
- کیم دونگ در نقش کواک هان یونگ

#### کادر مربیگری دریمز
- لی اول در نقش یون سونگ بوک (سرمربی)
- سون کوانگ آپ در نقش چوی یونگ گو (مربی پرتاب کننده)
- کیم مین در نقش لی چول مین (مربی نیمکت نشین)
- سو هو چول در نقش مین ته سونگ (مربی چوب زنی)

#### مسئولان بیسبال
- لی ده یون در نقش کیم جونگ مو (مدیر کل وایکینگ‌ها)
- سونگ یونگ کیو در نقش اوه سانگ هون (مدیر کل تیم پلیکان‌ها)
- پارک سو-جین در نقش کیم یونگ چه (گوینده ورزشی)
- ها دو کوان در نقش کانگ دو کی (پرتاب کننده تک‌خال تیم ملی)
- کیم کانگ مین در نقش لی چانگ کوان (بازیکن تیم وایکینگ‌ها)

#### سایر بازیگران
- کیم جونگ هوا در نقش یو جونگ این (همسر سابق بک سونگ سو)
- یون سان وو نقش بک یونگ سو (برادر کوچک سونگ سو)
- یون بوک این در نقش جونگ می سوک، مادر لی سه یونگ
- جون گوک هوان در نقش کوان ایل دو (رئیس گروه جه‌سونگ)
- لی کیو هو در نقش چون هونگ من (کشتی‌گیر سابق که سونگ-سو را می‌شناسد)
- لی یونگ وو در نقش گیل چانگ جو / رابرت گیل (مترجم و پرتاب کنندهٔ سابق)
- مون وون جو نقش کیم کی بوم (بازیکن بازنشسته دریمز)

### بازیگران مهمان
- لی جه هون در نقش لی جه هون، مدیر عامل شرکت پی‌اف سافت (قسمت ۱۶)
- پنگ‌سو در نقش پنگ‌سو (قسمت ۱۶)

## تولید

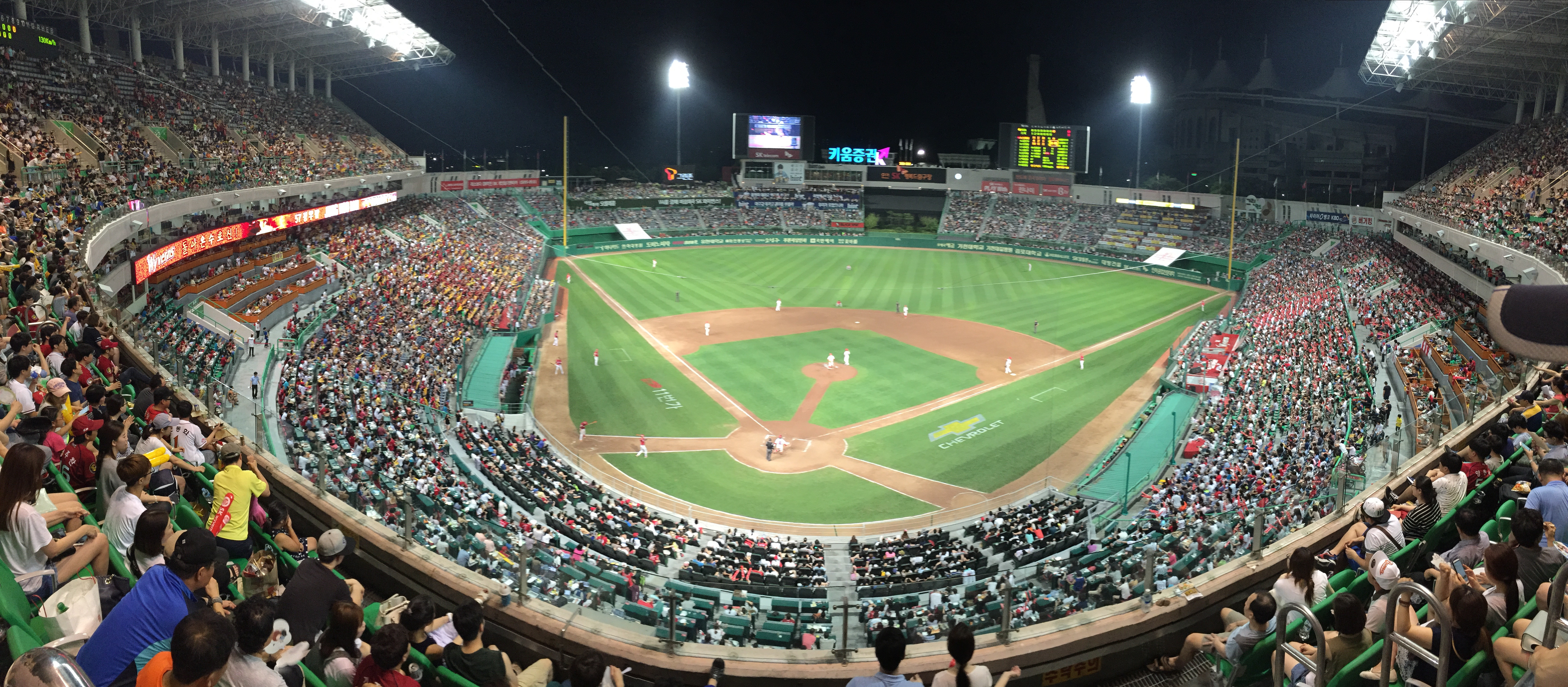
تصویری از استادیوم بیسبال مونهاک (اینچئون، کره جنوبی) که فیلمبرداری در آن انجام شده است.

این مجموعه براساس فیلمنامهٔ لی شین هوا است که یکی از برندگان مسابقهٔ فیلمنامهٔ درامای ام‌بی‌سی ۲اچ ۲۰۱۶ (گروه مینی‌سریال) بود.
نام گونگ مین و پارک اون بین قبلاً به عنوان نقش اصلی دوم در هور جون، داستان اصلی (۲۰۱۳) همکاری داشتند.
اولین جلسهٔ فیلم‌نامه‌خوانی در سپتامبر ۲۰۱۹ انجام شد.
استادیوم بیسبال مونهاک، استادیوم خانگی تیم بیسبال حرفه‌ای کره جنوبی SK Wyverns است که پشتیبانی خود را از این مجموعه انجام می‌دادند و به عنوان مکان فیلمبرداری و در یک پوستر تیزر استفاده شد. سکانس‌هایی که در کالیفرنیا در حال وقوع است در هاوایی فیلمبرداری شده است.
بعد از اینکه قسمت‌های ۱۰ و ۱۱ به جای دو قسمت به سه قسمت تقسیم شدند، بینندگان نارضایتی خود را در وب سایت برنامه، از تبلیغات ابراز کردند.
به دنبال موفقیت درام، بازیگران و دیگر عوامل مجموعه در ۱۷ فوریه ۲۰۲۰ برای تعطیلات چهار روزه به سایپن رفتند.

## ریتینگ
| فصل | فصل | شمارهٔ قسمت | شمارهٔ قسمت | شمارهٔ قسمت | شمارهٔ قسمت | شمارهٔ قسمت | شمارهٔ قسمت | شمارهٔ قسمت | شمارهٔ قسمت | شمارهٔ قسمت | شمارهٔ قسمت | شمارهٔ قسمت | شمارهٔ قسمت | شمارهٔ قسمت | شمارهٔ قسمت | شمارهٔ قسمت | شمارهٔ قسمت | میانگین |
| فصل | فصل | ۱          | ۲          | ۳          | ۴          | ۵          | ۶          | ۷          | ۸          | ۹          | ۱۰         | ۱۱         | ۱۲         | ۱۳         | ۱۴         | ۱۵         | ۱۶         | میانگین |
| --- | --- | ---------- | ---------- | ---------- | ---------- | ---------- | ---------- | ---------- | ---------- | ---------- | ---------- | ---------- | ---------- | ---------- | ---------- | ---------- | ---------- | ------- |
|     | ۱   | ۰٫۹۴۳      | ۱٫۵۰۲      | ۱٫۸۱۱      | ۲٫۲۴۴      | ۲٫۲۱۹      | ۲٫۷۲۹      | ۲٫۷۶۹      | ۲٫۸۶۲      | ۳٫۲۷۷      | ۳٫۲۶۰      | ۳٫۳۳۳      | ۳٫۰۱۶      | ۳٫۲۵۶      | ۳٫۲۷۴      | ۳٫۵۲۸      | ۳٫۹۲۱      | ۲٫۷۴۷   |

| قسمت | پارت      | تاریخ پخش اصلی | عنوان | میانگین سهم مخاطب (AGB Nielsen) | میانگین سهم مخاطب (AGB Nielsen) |
| قسمت | پارت      | تاریخ پخش اصلی | عنوان | سراسر کشور                      | سئول                            |
| --- | --------- | -------------- | --- | ------------------------------- | ------------------------------- |
| ۱ | ۱         | ۱۳ دسامبر ۲۰۱۹ | اسم من بک سونگ-سو است و من مدیر کل هستم (단장 백승수입니다)                                                               | ۳٫۳٪ (NR)                       | —                               |
| ۱ | ۲         | ۱۳ دسامبر ۲۰۱۹ | اسم من بک سونگ-سو است و من مدیر کل هستم (단장 백승수입니다)                                                               | ۵٫۵٪ (شانزدهم)                  | ۵٫۸٪ (سیزدهم)                   |
| ۲ | ۱         | ۱۴ دسامبر ۲۰۱۹ | من قرار است لیم دونگ-گیو را معامله کنم (임동규 선수를 트레이드하겠습니다)                                                 | ۵٫۵٪ (NR)                       | —                               |
| ۲ | ۲         | ۱۴ دسامبر ۲۰۱۹ | من قرار است لیم دونگ-گیو را معامله کنم (임동규 선수를 트레이드하겠습니다)                                                 | ۷٫۸٪ (یازدهم)                   | ۸٫۳٪ (هفتم)                     |
| ۳ | ۱         | ۲۰ دسامبر ۲۰۱۹ | این تیم در بیسبال بد است و همچنین آینده ای ندارد (야구는 제일 못하는데, 미래도 없는 팀)                                   | ۷٫۳٪ (چهاردهم)                  | ۸٫۳٪ (دهم)                      |
| ۳ | ۲         | ۲۰ دسامبر ۲۰۱۹ | این تیم در بیسبال بد است و همچنین آینده ای ندارد (야구는 제일 못하는데, 미래도 없는 팀)                                   | ۹٫۶٪ (ششم)                      | ۱۰٫۳٪ (چهارم)                   |
| ۴ | ۱         | ۲۱ دسامبر ۲۰۱۹ | من فکر می‌کنم که این یک رسوایی بی‌سابقه پیشاهنگی برای یک تیم حرفه ای است (전례 없는 프로팀 스카우트 비리가 아닐까 싶습니다) | ۸٫۲٪ (دهم)                      | ۸٫۵٪ (نهم)                      |
| ۴ | ۲         | ۲۱ دسامبر ۲۰۱۹ | من فکر می‌کنم که این یک رسوایی بی‌سابقه پیشاهنگی برای یک تیم حرفه ای است (전례 없는 프로팀 스카우트 비리가 아닐까 싶습니다) | ۱۱٫۴٪ (سوم)                     | ۱۱٫۹٪ (سوم)                     |
| ۵ | ۱         | ۲۷ دسامبر ۲۰۱۹ | آیا می‌خواهی شرط‌بندی کنی؟ بیا ببینیم چه کسی هنگام ورود به کره می‌خندد (내기하실까요, 귀국길에 웃는 게 누군지?)              | ۹٫۶٪ (ششم)                      | ۱۰٫۱٪ (چهارم)                   |
| ۵ | ۲         | ۲۷ دسامبر ۲۰۱۹ | آیا می‌خواهی شرط‌بندی کنی؟ بیا ببینیم چه کسی هنگام ورود به کره می‌خندد (내기하실까요, 귀국길에 웃는 게 누군지?)              | ۱۲٫۴ (دوم)                      | ۱۲٫۹ (دوم)                      |
| ۶ | ۱         | ۳ ژانویه ۲۰۲۰  | آیا یک فرد مشکل دار را از آمریکا آورده‌ای؟ (미국에서 뭐 문제 있는 애 데리고 왔어?)                                         | ۱۱٫۶٪ (ششم)                     | ۱۳٫۱٪ (چهارم)                   |
| ۶ | ۲         | ۳ ژانویه ۲۰۲۰  | آیا یک فرد مشکل دار را از آمریکا آورده‌ای؟ (미국에서 뭐 문제 있는 애 데리고 왔어?)                                         | ۱۴٫۱٪ (دوم)                     | ۱۵٫۴٪ (دوم)                     |
| ۷ | ۱         | ۴ ژانویه ۲۰۲۰  | محدودهٔ کاهش کمی زیاد است (삭감 폭이 좀 큽니다)                                                                            | ۱۱٫۳٪ (چهارم)                   | ۱۲٫۵٪ (چهارم)                   |
| ۷ | ۲         | ۴ ژانویه ۲۰۲۰  | محدودهٔ کاهش کمی زیاد است (삭감 폭이 좀 큽니다)                                                                            | ۱۳٫۸٪ (سوم)                     | ۱۵٫۱٪ (سوم)                     |
| ۸ | ۱         | ۱۰ ژانویه ۲۰۲۰ | چقدر می‌خواهید؟ (얼마를 받아야 되는 겁니까)                                                                                | ۱۲٫۲٪ (ششم)                     | ۱۳٫۷٪ (چهارم)                   |
| ۸ | ۲         | ۱۰ ژانویه ۲۰۲۰ | چقدر می‌خواهید؟ (얼마를 받아야 되는 겁니까)                                                                                | ۱۴٫۹٪ (دوم)                     | ۱۶٫۳٪ (دوم)                     |
| ۹ | ۱         | ۱۱ ژانویه ۲۰۲۰ | ممنونم که بهم اجازه دادی برای لحظه ای کوتاه رؤیا ببینم، بک سونگ-سو (잠시나마 꿈을 꾸게 해줘서 감사합니다, 백승수씨)       | ۱۱٫۸٪ (چهارم)                   | ۱۳٫۲٪ (چهارم)                   |
| ۹ | ۲         | ۱۱ ژانویه ۲۰۲۰ | ممنونم که بهم اجازه دادی برای لحظه ای کوتاه رؤیا ببینم، بک سونگ-سو (잠시나마 꿈을 꾸게 해줘서 감사합니다, 백승수씨)       | ۱۵٫۵٪ (سوم)                     | ۱۷٫۰٪ (سوم)                     |
| ۱۰ | ۱         | ۱۷ ژانویه ۲۰۲۰ | آیا ما دشمن هستیم؟ (우리가 적폐입니까?)                                                                                   | ۱۲٫۹٪ (پنجم)                    | ۱۴٫۱٪ (چهارم)                   |
| ۱۰ | ۲         | ۱۷ ژانویه ۲۰۲۰ | آیا ما دشمن هستیم؟ (우리가 적폐입니까?)                                                                                   | ۱۵٫۵٪ (سوم)                     | ۱۶٫۶٪ (دوم)                     |
| ۱۰ | ۳         | ۱۷ ژانویه ۲۰۲۰ | آیا ما دشمن هستیم؟ (우리가 적폐입니까?)                                                                                   | ۱۷٫۰٪ (دوم)                     | ۱۸٫۴٪ (اول)                     |
| ۱۱ | ۱         | ۱۸ ژانویه ۲۰۲۰ | چه فرقی می‌کند اگر آن‌ها را به اینجا بیاورم؟ (얘네들 데려오면 뭐가 달라져?)                                                 | ۱۰٫۷٪ (ششم)                     | ۱۱٫۶٪ (پنجم)                    |
| ۱۱ | ۲         | ۱۸ ژانویه ۲۰۲۰ | چه فرقی می‌کند اگر آن‌ها را به اینجا بیاورم؟ (얘네들 데려오면 뭐가 달라져?)                                                 | ۱۳٫۵٪ (چهارم)                   | ۱۴٫۵٪ (چهارم)                   |
| ۱۱ | ۳         | ۱۸ ژانویه ۲۰۲۰ | چه فرقی می‌کند اگر آن‌ها را به اینجا بیاورم؟ (얘네들 데려오면 뭐가 달라져?)                                                 | ۱۶٫۵٪ (سوم)                     | ۱۸٫۱٪ (سوم)                     |
| ۱۲ | ۱         | ۳۱ ژانویه ۲۰۲۰ | لیم دونگ-گیو در مقابل کانگ دو-کی (임동규 대 강두기)                                                                       | ۱۲٫۰٪ (ششم)                     | ۱۳٫۰٪ (چهارم)                   |
| ۱۲ | ۲         | ۳۱ ژانویه ۲۰۲۰ | لیم دونگ-گیو در مقابل کانگ دو-کی (임동규 대 강두기)                                                                       | ۱۴٫۴٪ (سوم)                     | ۱۵٫۲٪ (سوم)                     |
| ۱۲ | ۳         | ۳۱ ژانویه ۲۰۲۰ | لیم دونگ-گیو در مقابل کانگ دو-کی (임동규 대 강두기)                                                                       | ۱۵٫۳٪ (دوم)                     | ۱۵٫۵٪ (دوم)                     |
| ۱۳ | ۱         | ۱ فوریه ۲۰۲۰   | من به او اعتماد دارم قصد دارم بررسی کنم که آیا شایعات واقعیت دارند یا خیر (믿지만 확인은 할 겁니다)                       | ۱۰٫۱٪ (ششم)                     | ۱۱٫۲٪ (پنجم)                    |
| ۱۳ | ۲         | ۱ فوریه ۲۰۲۰   | من به او اعتماد دارم قصد دارم بررسی کنم که آیا شایعات واقعیت دارند یا خیر (믿지만 확인은 할 겁니다)                       | ۱۱٫۹٪ (چهارم)                   | ۱۲٫۹٪ (چهارم)                   |
| ۱۳ | ۳         | ۱ فوریه ۲۰۲۰   | من به او اعتماد دارم قصد دارم بررسی کنم که آیا شایعات واقعیت دارند یا خیر (믿지만 확인은 할 겁니다)                       | ۱۶٫۰٪ (سوم)                     | ۱۷٫۴٪ (سوم)                     |
| ۱۴ | ۱         | ۷ فوریه ۲۰۲۰   | دلیل اینکه چرا باید لیم دونگ-گیو را برگردانیم (임동규를 다시 데려와야 하는 이유)                                          | ۱۳٫۲٪ (ششم)                     | ۱۴٫۴٪ (چهارم)                   |
| ۱۴ | ۲         | ۷ فوریه ۲۰۲۰   | دلیل اینکه چرا باید لیم دونگ-گیو را برگردانیم (임동규를 다시 데려와야 하는 이유)                                          | ۱۵٫۱٪ (سوم)                     | ۱۵٫۸٪ (سوم)                     |
| ۱۴ | ۳         | ۷ فوریه ۲۰۲۰   | دلیل اینکه چرا باید لیم دونگ-گیو را برگردانیم (임동규를 다시 데려와야 하는 이유)                                          | ۱۶٫۶٪ (دوم)                     | ۱۷٫۲٪ (دوم)                     |
| ۱۵ | ۱         | ۸ فوریه ۲۰۲۰   | سعی می‌کنم به هر قیمتی از دریمز محافظت کنم (어떻게든 드림즈를 지키려고 합니다)                                             | ۱۰٫۶٪ (ششم)                     | ۱۱٫۶٪ (پنجم)                    |
| ۱۵ | ۲         | ۸ فوریه ۲۰۲۰   | سعی می‌کنم به هر قیمتی از دریمز محافظت کنم (어떻게든 드림즈를 지키려고 합니다)                                             | ۱۳٫۶٪ (چهارم)                   | ۱۴٫۶٪ (چهارم)                   |
| ۱۵ | ۳         | ۸ فوریه ۲۰۲۰   | سعی می‌کنم به هر قیمتی از دریمز محافظت کنم (어떻게든 드림즈를 지키려고 합니다)                                             | ۱۶٫۸٪ (سوم)                     | ۱۸٫۲٪ (سوم)                     |
| ۱۶ | ۱         | ۱۴ فوریه ۲۰۲۰  | بهترین راه فروش است (최선은 매각입니다)                                                                                   | ۱۴٫۸٪ (پنجم)                    | ۱۵٫۸٪ (چهارم)                   |
| ۱۶ | ۲         | ۱۴ فوریه ۲۰۲۰  | بهترین راه فروش است (최선은 매각입니다)                                                                                   | ۱۷٫۲٪ (سوم)                     | ۱۸٫۳٪ (سوم)                     |
| ۱۶ | ۳         | ۱۴ فوریه ۲۰۲۰  | بهترین راه فروش است (최선은 매각입니다)                                                                                   | ۱۹٫۱٪ (دوم)                     | ۲۰٫۸٪ (اول)                     |
| میانگین | میانگین   | میانگین        | میانگین | ۱۲٫۵٪                           | —                               |
| قسمت ویژه | قسمت ویژه | ۷ دسامبر ۲۰۱۹  | لیگ جذاب گزارش پیشاهنگی (스토브리그 스카우트 리포트)                                                                      | ۲٫۶٪ (NR)                       | —                               |
| قسمت ویژه | قسمت ویژه | ۱۵ فوریه ۲۰۲۰  | لیگ جذاب گزارش نهایی (스토브리그 파이널 리포트)                                                                           | ۳٫۹٪ (NR)                       | —                               |
| قسمت ویژه | قسمت ویژه | ۱۵ فوریه ۲۰۲۰  | لیگ جذاب گزارش نهایی (스토브리그 파이널 리포트)                                                                           | ۵٫۸٪ (NR)                       | —                               |
| - در جدول بالا، اعداد آبی کمترین رتبه را دارند و اعداد قرمز بیشترین رتبه را نشان می‌دهند. - NR نشان می‌دهد که درام در ۲۰ برنامه برتر روزانه در آن تاریخ قرار نگرفته است. - ن/م بیانگر این است که رتبه‌بندی مشخص نیست. |           |                | |                                 |                                 |

## جوایز و نامزدی‌ها
| سال  | مراسم جوایز                             | دسته                                              | گیرنده        | نتیجه    | منابع         |
| ---- | --------------------------------------- | ------------------------------------------------- | ------------- | -------- | ------------- |
| ۲۰۲۰ | دویست و چهل و یکمین جایزه پی‌دی ماه      | پی‌دی ماه                                          | جونگ دونگ یون | برنده    | [ ۲۰ ]        |
| ۲۰۲۰ | دویست و چهل و یکمین جایزه پی‌دی ماه      | پی‌دی ماه                                          | لی شین هوا    | برنده    | [ ۲۰ ]        |
| ۲۰۲۰ | ۵۶مین مراسم اهدای جوایز هنری بکسانگ     | بهترین درام                                       | لیگ جذاب      | برنده    | [ ۲۱ ] [ ۴ ]  |
| ۲۰۲۰ | ۵۶مین مراسم اهدای جوایز هنری بکسانگ     | بهترین کارگردان (تلویزیون)                        | جونگ دونگ یون | نامزدشده | [ ۲۱ ] [ ۴ ]  |
| ۲۰۲۰ | ۵۶مین مراسم اهدای جوایز هنری بکسانگ     | بهترین بازیگر نقش اول مرد (تلویزیون)              | نام گونگ مین  | نامزدشده | [ ۲۱ ] [ ۴ ]  |
| ۲۰۲۰ | ۵۶مین مراسم اهدای جوایز هنری بکسانگ     | بهترین فیلمنامه (تلویزیون)                        | لی شین هوا    | نامزدشده | [ ۲۱ ] [ ۴ ]  |
| ۲۰۲۰ | چهل و هفتمین جوایز پخش کره‌ای            | بهترین درام تلویزیونی                             | لیگ جذاب      | نامزدشده | [ ۲۲ ] [ ۲۳ ] |
| ۲۰۲۰ | چهل و هفتمین جوایز پخش کره‌ای            | Best Art                                          | لی یونگ تاک   | برنده    | [ ۲۲ ] [ ۲۳ ] |
| ۲۰۲۰ | پانزدهمین جوایز بین‌المللی درامای سئول   | بهترین مینی‌سریال                                  | لیگ جذاب      | نامزدشده | [ ۲۴ ] [ ۲۵ ] |
| ۲۰۲۰ | پانزدهمین جوایز بین‌المللی درامای سئول   | درام کره‌ای برجسته                                 | لیگ جذاب      | برنده    | [ ۲۴ ] [ ۲۵ ] |
| ۲۰۲۰ | پانزدهمین جوایز بین‌المللی درامای سئول   | بهترین کارگردان                                   | جونگ دونگ یون | نامزدشده | [ ۲۴ ] [ ۲۵ ] |
| ۲۰۲۰ | سی و سومین جوایز گریمه                  | بهترین اثر (دراما)                                | لیگ جذاب      | برنده    | [ ۲۶ ] [ ۲۷ ] |
| ۲۰۲۰ | سی و سومین جوایز گریمه                  | بهترین بازیگر نقش اول مرد                         | نام گونگ مین  | برنده    | [ ۲۶ ] [ ۲۷ ] |
| ۲۰۲۰ | سی و سومین جوایز گریمه                  | بهترین بازیگر نقش اول زن                          | پارک اون بین  | برنده    | [ ۲۶ ] [ ۲۷ ] |
| ۲۰۲۰ | سی و سومین جوایز گریمه                  | بهترین نورپردازی                                  | چوی جونگ-گون  | برنده    | [ ۲۶ ] [ ۲۷ ] |
| ۲۰۲۰ | چهاردهمین جوایز مدیا                    | جایزه برتری در یک درام محتوای دنیوی               | لیگ جذاب      | برنده    | [ ۲۸ ]        |
| ۲۰۲۰ | جوایز درامای اس‌بی‌اس                     | جایزه بزرگ (دسانگ)                                | نام گونگ مین  | برنده    | [ ۲۹ ]        |
| ۲۰۲۰ | جوایز درامای اس‌بی‌اس                     | جایزه برترین بازیگر مرد در یک مینی‌سریال/درام اکشن | نام گونگ مین  | نامزدشده | [ ۲۹ ]        |
| ۲۰۲۰ | جوایز درامای اس‌بی‌اس                     | جایزه بازیگر برتر مرد در یک مینی‌سریال/درام اکشن   | اوه جونگ سه   | نامزدشده | [ ۲۹ ]        |
| ۲۰۲۰ | جوایز درامای اس‌بی‌اس                     | جایزه بازیگر برتر زن در یک مینی‌سریال/درام اکشن    | پارک اون بین  | نامزدشده | [ ۲۹ ]        |
| ۲۰۲۰ | جوایز درامای اس‌بی‌اس                     | جایزه بهترین شخصیت، بازیگر مرد                    | اوه جونگ سه   | برنده    | [ ۲۹ ]        |
| ۲۰۲۰ | جوایز درامای اس‌بی‌اس                     | بهترین بازیگر نقش مکمل مرد                        | جو هان سون    | نامزدشده | [ ۲۹ ]        |
| ۲۰۲۰ | جوایز درامای اس‌بی‌اس                     | بهترین تیم مکمل                                   | لیگ جذاب      | برنده    | [ ۲۹ ]        |
| ۲۰۲۰ | جوایز درامای اس‌بی‌اس                     | بهترین بازیگر تازه‌کار مرد                         | جو بیونگ کیو  | برنده    | [ ۲۹ ]        |
| ۲۰۲۰ | جوایز درامای اس‌بی‌اس                     | بهترین بازیگر تازه‌کار مرد                         | ها دو کوان    | نامزدشده | [ ۲۹ ]        |
| ۲۰۲۱ | بیست و پنجمین جوایز تلویزیون آسیایی     | بهترین مجموعهٔ درام                                | لیگ جذاب      | نامزدشده | [ ۳۰ ]        |
| ۲۰۲۱ | هفتمین جوایز ستارگان ای‌پی‌ای‌ان           | برترین بازیگر نقش اول مرد در یک مینی‌سریال         | نام گونگ مین  | نامزدشده | [ ۳۱ ] [ ۳۲ ] |
| ۲۰۲۱ | هفتمین جوایز ستارگان ای‌پی‌ای‌ان           | بازیگر برتر نقش اول زن در یک مینی‌سریال            | پارک اون بین  | نامزدشده | [ ۳۱ ] [ ۳۲ ] |
| ۲۰۲۱ | هفتمین جوایز ستارگان ای‌پی‌ای‌ان           | بهترین بازیگر نقش مکمل مرد                        | اوه جونگ سه   | برنده    | [ ۳۱ ] [ ۳۲ ] |
| ۲۰۲۱ | هفتمین جوایز ستارگان ای‌پی‌ای‌ان           | بهترین نویسنده                                    | لی شین هوا    | برنده    | [ ۳۱ ] [ ۳۲ ] |
| ۲۰۲۱ | تقدیر اس‌بی‌اس                            | هدف رضایت مخاطبان                                 | لیگ جذاب      | برنده    | [ ۳۳ ]        |
| ۲۰۲۱ | سی و سومین جوایز پی‌دی کره               | بهترین کلمه برای درام                             | لیگ جذاب      | برنده    | [ ۳۴ ]        |
| ۲۰۲۱ | سی و سومین جوایز پی‌دی کره               | بازیگر مرد بااستعداد                              | نام گونگ مین  | برنده    | [ ۳۴ ]        |
| ۲۰۲۱ | جشنواره بین‌المللی فیلم ورلد-فست هیوستون | پلاتینوم رمی برای مجموعهٔ تلویزیونی                | لیگ جذاب      | برنده    | [ ۳۵ ]        |